# Proceedings of the Koninklijke Nederlandse Akademie van Wetenschappen
Proceedings of the Koninklijke Nederlandse Akademie van Wetenschappen (abreviado Proc. Kon. Ned. Akad. Wetensch., C) fue una revista ilustrada con descripciones botánicas que fue editada en los años 1951-1989 con el nombre de Proceedings of the Koninklijke Nederlandse Akademie van Wetenschappen, Series C: Biological and Medical Sciences. Fue precedida por Proceedings of the Section of Science, Koninklijke (Nederlandse) Akademie van Wetenschappen te Amsterdam y sucedida por Proceedings, Koninklijke Nederlandse Akademie van Wetenschappen. Biological, chemical, geological, physical and medical sciences. Amsterdam.